# Johann Christian Jüngken

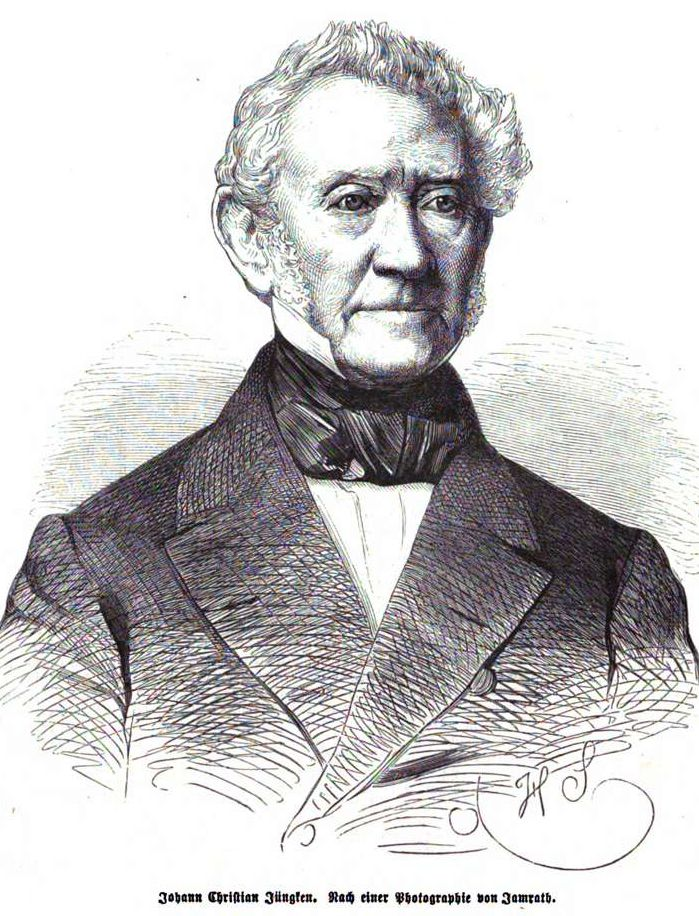
Johann Christian Jüngken, 1867. Grafik von Hermann Scherenberg nach einem Foto von Jamrath.

Johann Christian Jüngken (* 12. Juni 1793 in Burg bei Magdeburg; † 9. September 1875 in Hannover) war ein deutscher Chirurg, Augenarzt, Geheimer Medizinalrat und Hochschullehrer.

## Leben
Jüngken habilitierte sich 1818 an der neuen Friedrich-Wilhelms-Universität Berlin. 1834 wurde er Professor für Chirurgie und Augenheilkunde zusammen mit Karl von Graefe († 1840) nachfolgend Direktor der ophthalmologischen Klinik und später der chirurgischen Klinik der Charité in Berlin. Er trat 1868 in den Ruhestand. Heinrich Adolf von Bardeleben wurde sein Nachfolger. Er war Mitglied der Berliner Freimaurerloge Zum Pilgrim.
Jüngken, der im Gegensatz zu damaligen Entwicklungen noch den Standpunkt vertrat, dass die Augenheilkunde weiterhin von Professoren der Chirurgie zu lehren sei, hat neben Albrecht von Graefe und vor der Erfindung des Augenspiegels durch Hermann Helmholtz einen außerordentlichen Ruf als Augenarzt gehabt und begründete als einer der ersten die wissenschaftliche Pflege der Augenheilkunde; durch die seitdem geschehene Umgestaltung derselben sind freilich die meisten der von ihm vertretenen Lehren wesentlich verändert worden.

## Schriften (Auswahl)
- Das Coreoneion. Ein Beitrag zur künstlichen Pupillenbildung. Leipzig 1818.
- Die Lehre von den Augenoperationen. Ein Handbuch für angehende Aerzte und Wundärzte. A. Förstner’sche Verlagsbuchhandlung, Berlin 1829.
- Die Lehre von den Augenkrankheiten. Ein Handbuch zum Gebrauche bei Vorlesungen und zum Selbstunterrichte für angehende Aerzte. A. Förstner’sche Verlagsbuchhandlung, Berlin 1832; 2. Auflage ebenda 1836.
- Ueber die Augenkrankheit, welche in der Belgischen Armee herrscht. Berlin 1834.
- Ueber die Anwendung des Chloroforms bei Augenoperationen. Berlin 1850.
- Die Augendiätetik oder die Kunst, das Sehvermögen zu erhalten und zu verbessern. Berlin 1870.